# 이호 (고려 전기)
이호(李顥, ? ~ ?)는 고려 전기의 문신이다. 본관은 인천(仁川)이다. 이자연의 아들이고, 이자겸의 아버지이며 장경궁주의 친정아버지이자 예종비 순덕왕후의 할아버지이다. 문종비 인예왕후의 남동생이고 인경현비, 인절현비의 친정오라비이다.

## 생애
문하시중을 지낸 이자연의 아들이며, 순덕왕후의 친정아버지 이자겸과 순종의 후궁인 장경궁주(長慶宮主)의 아버지이다. 김은부는 그의 대고모부가 된다.
그의 딸 장경궁주는 순종의 후궁으로 입궐하였으나 궁내 노비와 간통하다가 축출되고 아들 이자겸의 직책도 해직되었다. 관직은 호부낭중(戶部郎中)에 이르렀다. 뒤에 경덕의 시호가 내려지고 경원백(慶源伯)에 추봉되었다.

## 가족 관계
- 할아버지 : 이한(李翰)
- 아버지 : 이자연(李子淵)
- 어머니 : 김인위(金因渭)의 딸 계림국대부인 경주 김씨(鷄林國大夫人 慶州 金氏)
- 부인 : 김정준(金廷俊)의 딸 통의국대부인 광산 김씨
  - 장남 : 이자겸(李資謙, ? ~1126)
  - 차남 : 이자량(李資諒, ? ~1123)
  - 3남 : 이자함(李資諴)
  - 4남 : 이자원(李資元)
  - 장녀 : 순종 제3비 장경궁주(長慶宮主)
  - 차녀 : 김인존(金仁存)에게 출가

## 같이 보기
- 장경궁주
- 고려 순종
- 이자겸
- 이자의
- 이자연
- 이자지
- 인예왕후
- 순덕왕후